# Port lotniczy Aeropuerto Internacional Las Américas
Aeropuerto Internacional Las Américas (IATA: SDQ, ICAO: MDSD) – międzynarodowy port lotniczy położony w Punta Caucedo niedaleko stolicy Dominikany – Santo Domingo. Został otwarty w 1959 roku.
Lotnisko jest obsługiwane przez Aeropuertos Dominicanos Siglo XXI (AERODOM), dominikańskie prywatne przedsiębiorstwo, z 25-letnią koncesję na budowę, obsługę i transfer (BOT) sześciu lotnisk w Republice Dominikany. Las Americas zwykle obsługuje Boeingi 737, 747, 757, 767, 777, Airbus A319, A320, A330, A340 oraz wiele samolotów na trasach długich, średnich i krótkich.
Lotnisko jest drugim najbardziej ruchliwych w kraju, po Punta Cana, i jednym z największych na Karaibach, obsługując 3,4 mln pasażerów w 2010 roku.

## Historia
Port lotniczy Las Americas został otwarty w  1959 roku jako oficjalne lotnisko Santo Domingo.
Oficjalna nazwa lotniska została zmieniona w 2002 roku do "Aeropuerto Internacional Las Americas-José Francisco Pena Gómez (AIJFPG)", ale jest najbardziej znana jako "Las Americas International Airport", lub lokalnie, "Las Americas".
15 lutego 1970 roku Dominicana de Aviación DC-9, który leciał do Luis Muñoz Marín w San Juan, na Portoryko, rozbił się, zginęły wszystkie 102 osoby będące na pokładzie.
Las Americas był węzłem Dominicana de Aviación, APA Dominicana International, Air Santo Domingo i wielu innych mniejszych linii lotniczych. Obecnie PAWA Dominicana i SAP Air.
Las Americas służył również jako centrum dla linii lotniczych takich jak Aeromar Líneas Aéreas Dominicanas, Air Santo Domingo, Aero Continente Dominicana i Queen Air.
Ostatnio droga ekspresowa prowadząca z Santo Domingo do lotniska (około 20 km na wschód od centrum miasta) została rozbudowana i zmodernizowana. Nowa autostrada przecina nowy most wiszący nad rzeką Ozama, łącząc ruch tranzytowy i system tuneli na głównej ulicy miasta, Av. 27 de Febrero.

## Nowy terminal
Nowy terminal jest kompletny i otwarty dla obsługi samolotów. Może pomieścić cztery Boeingi 747 jednocześnie. Nowy terminal ma cztery bramki z rękawami, system klimatyzacji i urządzenia do obsługi technicznej statków powietrznych.

## Pas startowy
Pas startowy Las Americas ma kierunek 17/35. Ten pas o długości 3355 m jest największym w kraju i jednym z największych na Karaibach. Jest w stanie obsługiwać samolot Airbus A380. Pas startowy SDQ został odnowiony w czerwcu 2008. Pas startowy był wykorzystywany przez samolot An-225 Mrija do dostarczenia pomocy po trzęsieniu ziemi na Haiti w 2010.

## Linie lotnicze i połączenia

### Terminal A
| Linie lotnicze                                    | Połączenia                                                                |
| ------------------------------------------------- | ------------------------------------------------------------------------- |
| Aerocaribbean                                     | Santiago de Cuba                                                          |
| Air Caraïbes                                      | Kajenna, Fort-de-France, Hawana, Pointe-à-Pitre                           |
| Air Europa                                        | Madryt                                                                    |
| Air France                                        | Fort de France, Miami [sezonowo], Paryż-Charles de Gaulle, Pointe-à-Pitre |
| Air Pullmantur                                    | Madryt [sezonowo]                                                         |
| Aserca Airlines obsługiwane przez PAWA Dominicana | Aruba, Curaçao, Caracas                                                   |
| Avianca                                           | Bogotá                                                                    |
| Canjet                                            | Toronto-Pearson [sezonowo; od 20 grudnia]                                 |
| Condor Airlines                                   | Frankfurt, Panama, San Jose                                               |
| Dutch Antilles Express                            | Curaçao, St. Maarten                                                      |
| Iberia                                            | Madryt                                                                    |
| Insel Air                                         | Curaçao, St Maarten                                                       |
| Iberia                                            | Madrid, Barcelona [Charter]                                               |
| Insel Air                                         | Curaçao, St Maarten                                                       |
| Leeward Islands Air Transport                     | Antigua, Tortola                                                          |
| Spirit Airlines                                   | Fort Lauderdale                                                           |
| Sunwing Airlines                                  | Montreal-Trudeau [sezonowo]                                               |
| TACA obsługiwane przez Lacsa                      | San José                                                                  |
| TACA Perú                                         | Lima                                                                      |
| Venezolana                                        | Caracas                                                                   |

### Terminal B
| Linie lotnicze          | Połączenia                                                     |
| ----------------------- | -------------------------------------------------------------- |
| Air Antilles Express    | Fort-de-France, Pointe-à-Pitre, Port-Au-Prince                 |
| American Airlines       | Miami, Nowy Jork-JFK                                           |
| American Eagle Airlines | Port-au-Prince [do 16 listopada], San Juan                     |
| Continental Airlines    | Newark                                                         |
| Copa Airlines           | Panama                                                         |
| Copa Airlines Colombia  | Bogota [sezonowo]                                              |
| Cubana de Aviación      | Hawana                                                         |
| Delta Air Lines         | Atlanta, Nowy Jork-JFK                                         |
| JetBlue Airways         | Boston, Fort Lauderdale, Nowy Jork-JFK, Orlando, San Juan      |
| Jetairfly               | Bruksela [od 31 października]                                  |
| PAWA Dominicana         | Aguadilla, San Juan-LMM, San Juan-Isla Grande, Miami, Valencia |
| US Airways              | Filadelfia                                                     |

### Terminal Krajowy
| Linie lotnicze        | Połączenia                             |
| --------------------- | -------------------------------------- |
| Aerolíneas Mas        | Samana                                 |
| Aeronaves Dominicanas | Samaná, Santo Domingo-La Isabela       |
| Air Century           | Constanza, Santiago de los Caballeros  |
| Air Inter Island      | Punta Cana                             |
| PAWA Dominicana       | Santiago de los Caballeros, Punta Cana |

### Cargo
| Linie lotnicze                          | Połączenia |
| --------------------------------------- | --- |
| ABX Air                                 | San Juan, Miami, Fort Lauderdale |
| Amerijet                                | Miami, Santiago de los Caballeros, Port-au-Prince, St. Maarten, San Juan, Cancún, Gwatemala, Fort Lauderdale, Dominika, Grenada, Curaçao, Barcelona (Wenezuela), Caracas, Port of Spain, Aruba, Barbados, San Salvador, San Pedro Sula, Panama |
| Amerijet obsługiwane przez Caribe Trans | Santiago de los Caballeros, Miami |
| Centurion Air Cargo                     | Miami |
| Contract Air Cargo                      | Aguadilla, San Juan, Ponce |
| DHL Aviation                            | Memphis |
| FedEx                                   | Fort Lauderdale |
| Mountain Air Cargo                      | Aguadilla |
| Roblex Aviation                         | Nassau, Aguadilla, Fort de France |
| Tampa Cargo                             | Medellin |
| Tradewinds Airlines                     | Nowy Jork-JFK |
| UPS Airlines                            | Miami |
| Volga-Dnepr                             | Madryt |